# 伦巴第的圣亚纳堂

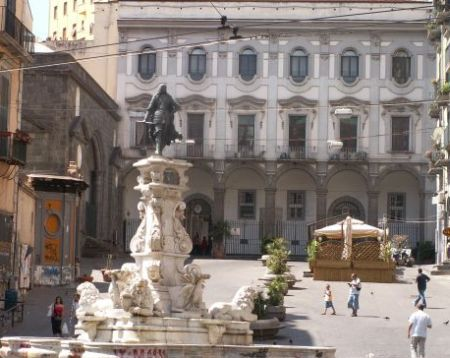
橄榄山喷泉

伦巴第的圣亚纳堂（Chiesa di Sant'Anna dei Lombardi）是一座罗马天主教教堂，位于意大利那不勒斯市中心的橄榄山广场（Piazza Monteoliveto） 。广场的喷泉对面是文艺复兴宫殿格拉维纳的奥尔西尼宫。
这座教堂最初建于1411年，原名橄榄山圣母堂。委托总部设在托斯卡纳的大橄欖山會院的橄榄山圣母会管理。修道院从阿方索一世 (阿拉贡)和他的宫廷成员获得大量资助。1581年，多梅尼科·丰塔纳重建教堂，为文艺复兴式样。在17世纪，教堂和修道院由加埃塔·诺萨科改建为巴洛克建筑。
1798年，两西西里国王费迪南多一世将橄榄山圣母会迁走，该堂改名伦巴第的圣亚纳堂。1805年，该堂因地震倒塌，摧毁了卡拉瓦乔的三幅画作：《圣方济各冥想》、《圣方济各領受五傷》和《复活》。
整个建筑群曾是意大利最大的修道院之一。在法西斯时期，在老建筑周围进行市区重建，保留了中心的老建筑。例如，在其西端建成巨大的那不勒斯邮政总局，老建筑被纳入现代建筑的背面。在东端，教堂本身仍在使用，但是毗邻的修道院改为卡賓槍騎兵兵营。
在教堂前的广场, 有橄榄山喷泉，由阿拉贡的佩德罗·安东尼委托建筑师Cosimo Fanzago, 完成于1699年。顶部矗立卡洛斯二世的铜像。

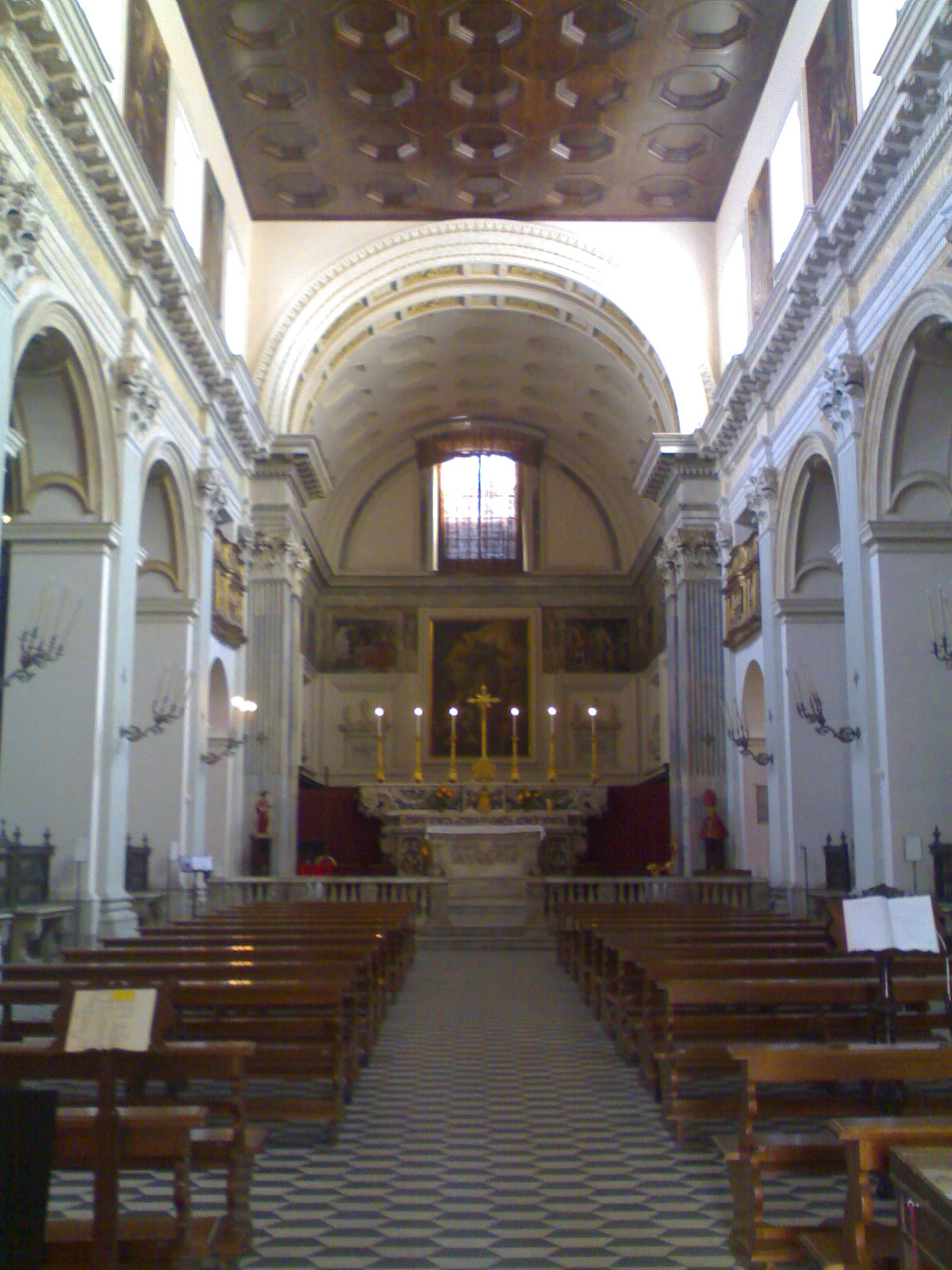
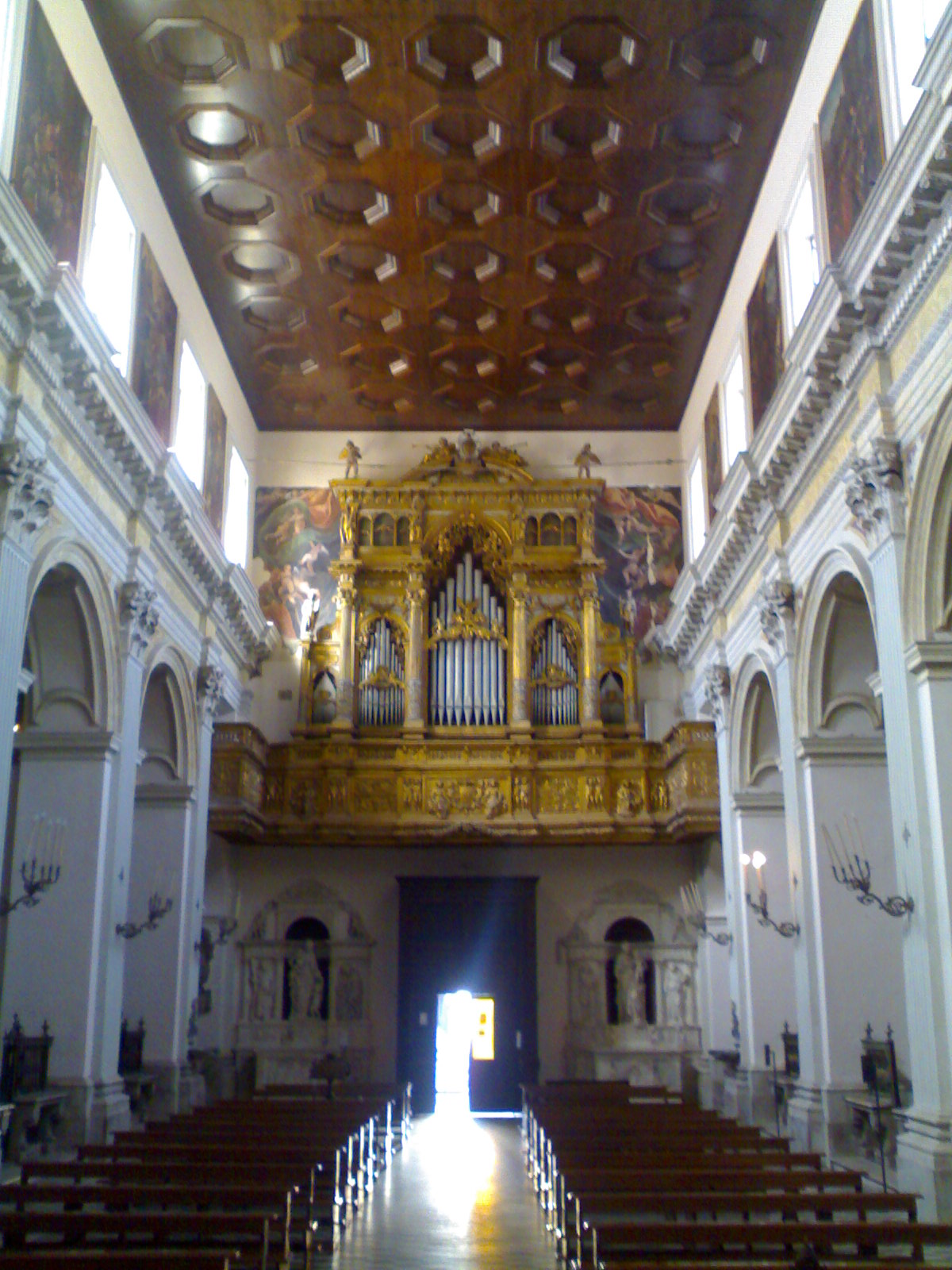
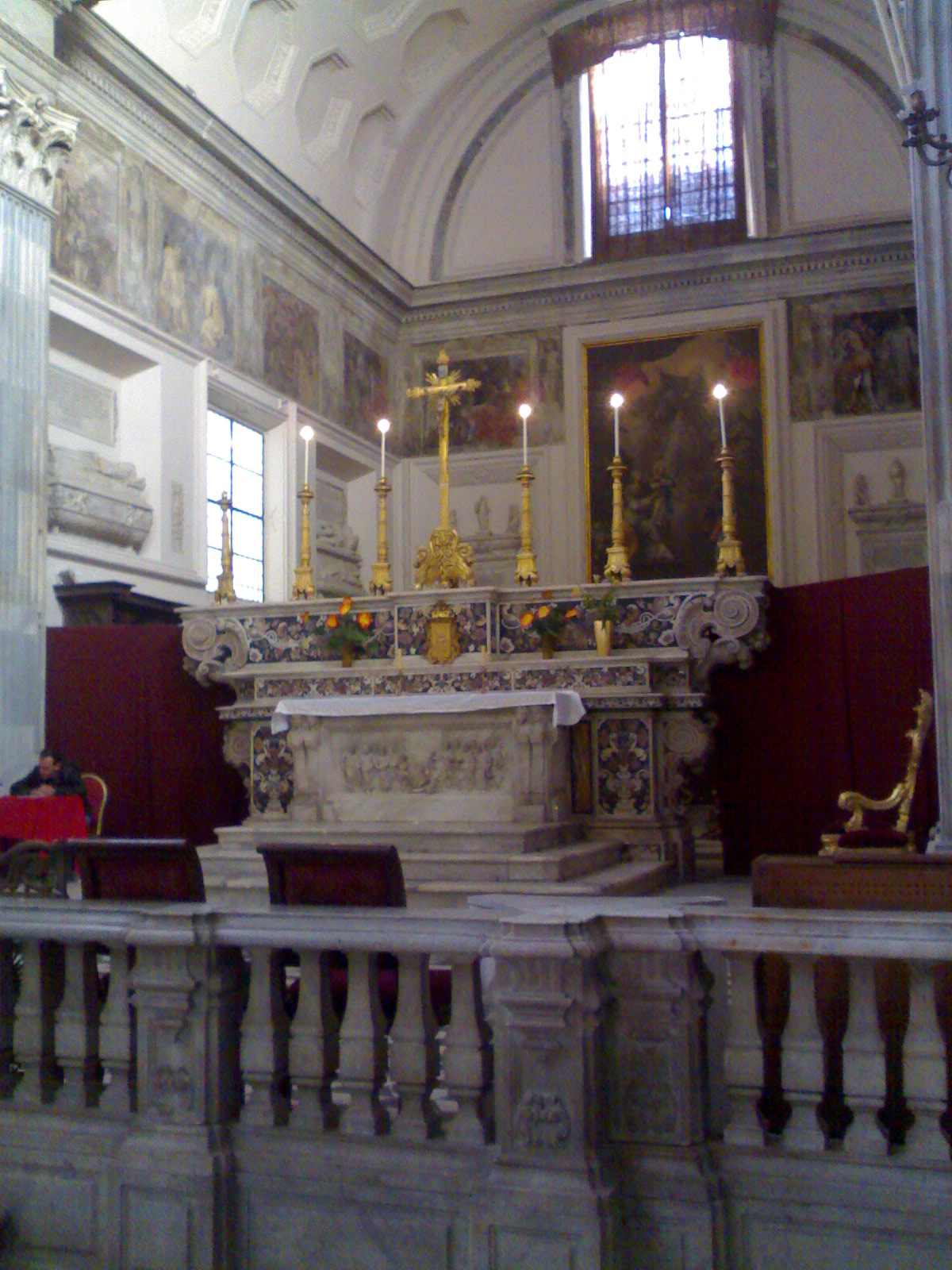
正祭台
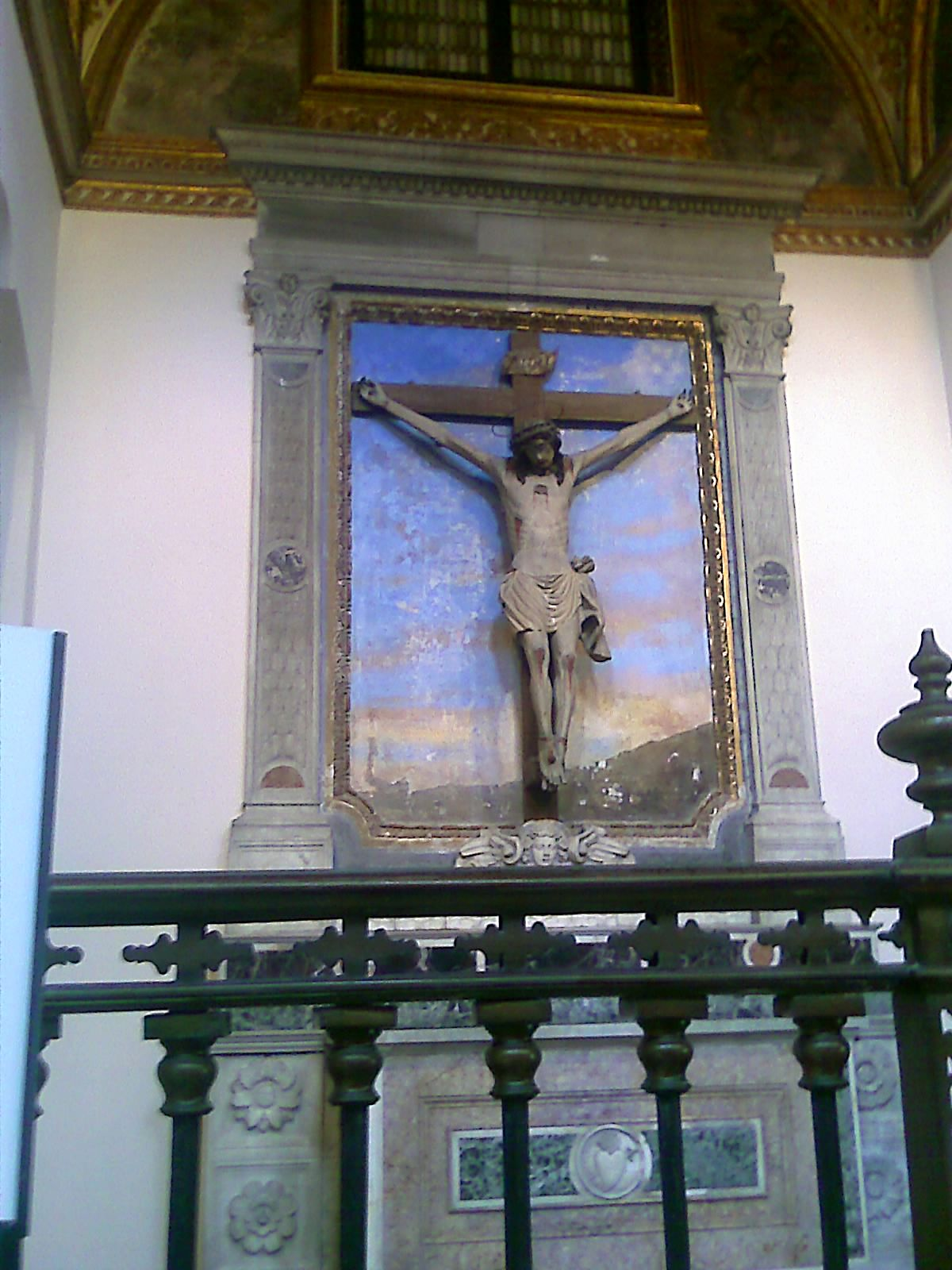
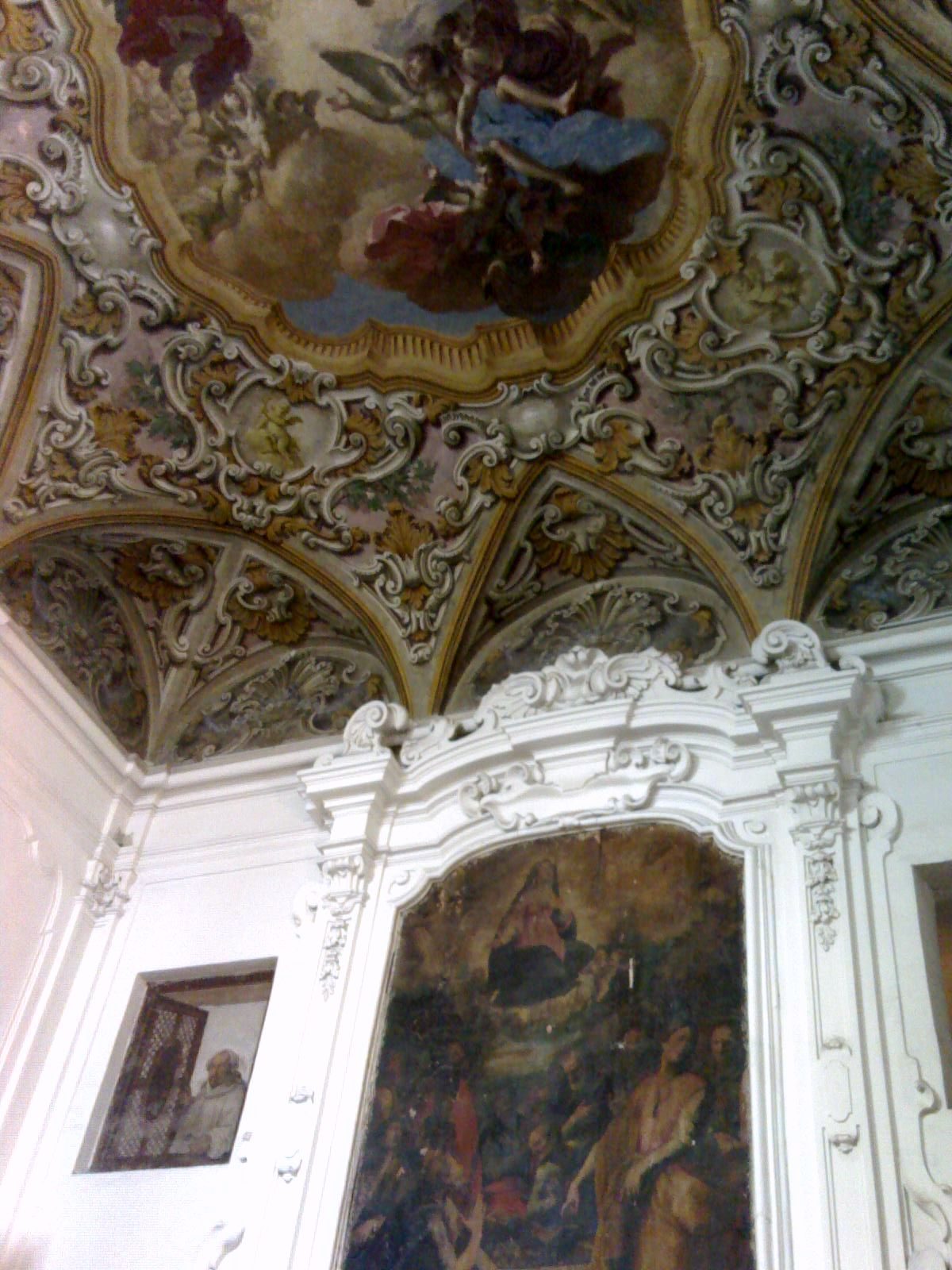
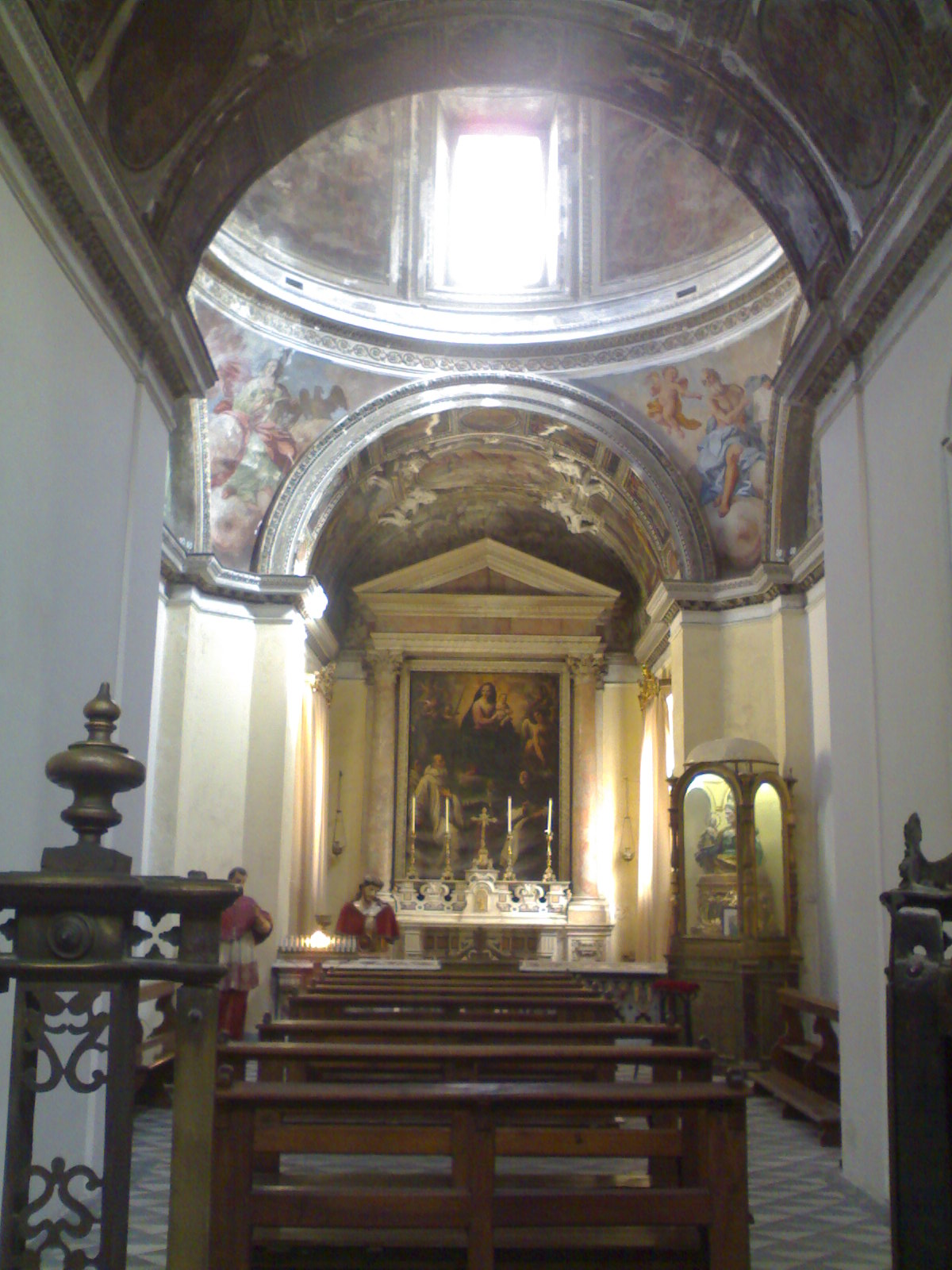